# Ami Aspelund

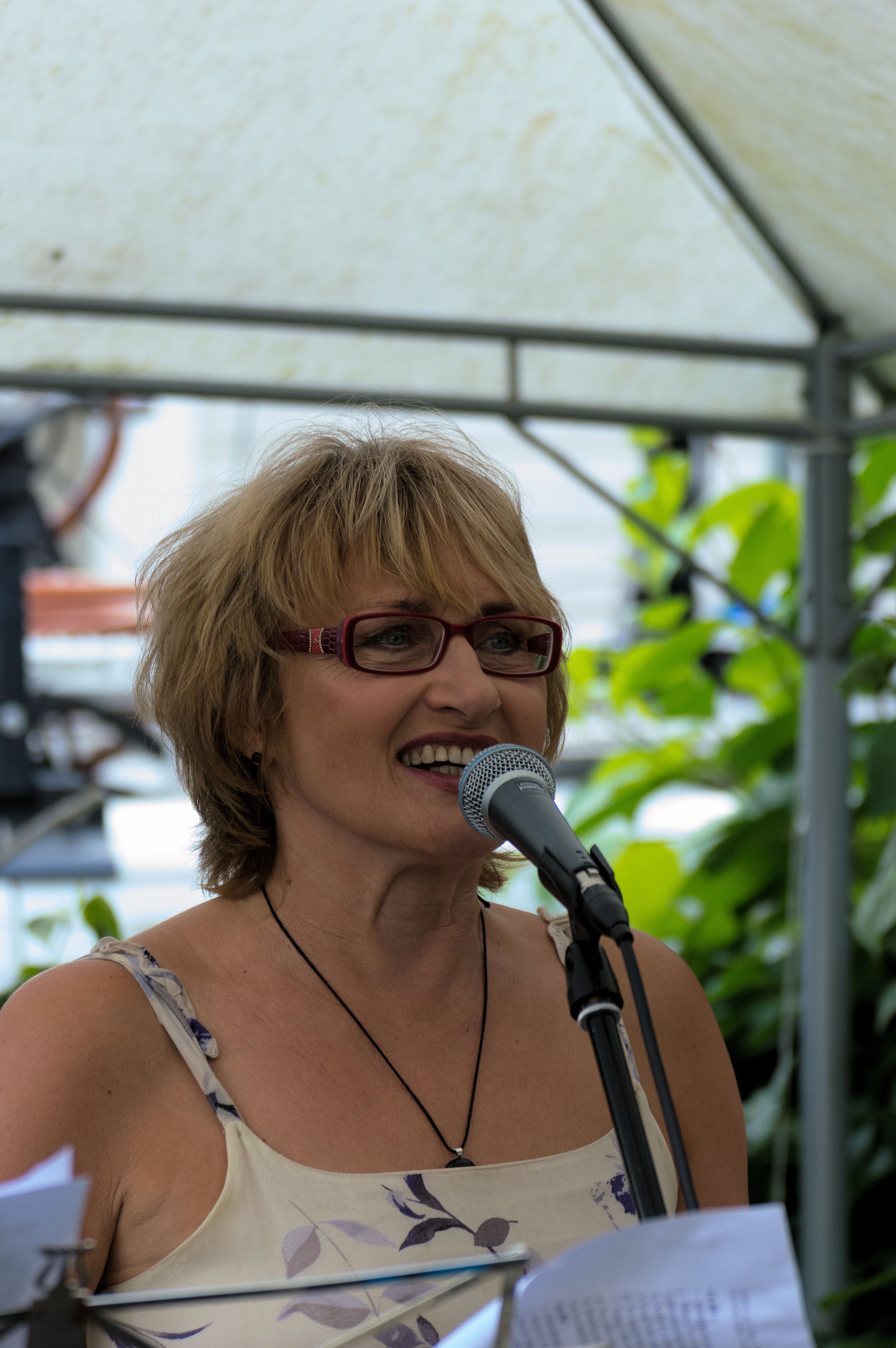
Ami Aspelund (2012)

Ami Aspelund (* 7. September 1953 in Vaasa als Anne-Marie Aspelund) ist eine finnlandschwedische Sängerin. Sie ist die jüngere Schwester von Monica Aspelund.

## Leben und Wirken
Sie nahm am Eurovision Song Contest 1983 in München mit dem Disco-Schlager Fantasiaa teil und erreichte den elften Platz. Der Titel erschien im Anschluss in mehreren Ländern Europas, darunter auch Deutschland, als Fantasy Dream in englischer Sprache. Das gleichnamige Album enthielt ausschließlich Aufnahmen auf Englisch.
Aspelund ist weiterhin als Pop- und Schlagersängerin aktiv und singt neben Schwedisch auf Finnisch und Englisch. Im Juni 2018 erschien mit Sommarfågel i vinterland eine neue Single von ihr. Ein Jahr später folgte das Album Så in i Norden.

## Diskografie
Alben
- Ami (1974)
- Credo – minä uskon (1975)
- Karibu (1975)
- Yön jälkeen (1976)
- Cascade (1976)
- Fågel blå (1978)
- Sinilintu (1978)
- Tänään huipulla (1982)
- Fantasy dream (1983)
- Framtidens skugga (1983)
- Fenor och vingar (1986)
- Rio Herne (1994)
- Sylvian paluu (1997)
- Sylvias återkomst (1996)
- 20 suosikkia tänään huipulla (2000)
- Ami Live! (2005)
- Pärlor (2005)
- På resa! (2008)
- Så in i Norden (2019)